# Minamoto no Nakatsuna
Minamoto no Nakatsuna, död 1180, var en av Minamoto no Yorimasas äldre söner. En kort tid före sin död utsågs han till guvernör över Izu-provinsen som Yorimasa fått i förläning.
Nakatsuna deltog i det första slaget vid Uji, som utgjorde början av Genpei-kriget. Tillsammans med sin far och yngre broder, Minamoto no Kanetsuna hade han befälet över Minamoto-klanens styrkor i slaget mot Taira.  Taira fick övertaget och Minamotos styrkor tvingades retirera till Byodo-In-templet. Medan Nakatsuna försvarade templet begick Yorimasa seppuku, hellre än att kapitulera. Nakatsuna fortsatte kämpa och dog i slagets slutskede. 